# Maria Curcio
Maria Curcio (Napels, 27 augustus 1918 – bij Porto, 30 maart 2009) was een Italiaanse pianiste en pianopedagoog. Curcio was leerlinge van de Oostenrijkse pianist Artur Schnabel en lerares van Leon Fleisher, Martha Argerich, Radu Lupu, Mitsuko Uchida en Barry Douglas.